# Antiche unità di misura del circondario di Caserta
Nella provincia di Caserta, l'unità locale di misura della superficie usata in agraria è il moggio (a volte utilizzato come sinonimo di tomolo).

## Variabilità
Il valore del moggio (o tomolo) è variabile da comune a comune; nel capoluogo corrisponde a 33,873632 are, ossia a 3.387,3632 m2.
Alcuni architetti rinomati della zona vesuviana invece dicono sia 4000m quadrati.
In alcuni comuni della provincia si utilizza il termine moggio, in altri tomolo mentre in alcuni i due termini sono considerati sinonimi.
| nel comune di | il moggio | corrisponde a |
| ------------- | --------- | ------------- |
| Roccamonfina  | 1 tomolo  | 1.608 m²      |
| Caserta       | 1 moggio  | 3.387 m²      |
| varii comuni  | 1 moggio  | 4.287 m²      |

Altre misure locali correlate:
| 1 moggio | 30 passi      |
| 1 passo  | 30 passitelli |